# لنغرانة
لَنغِرانة أو لَنغِرانو أو (نقحرة: لانغيرانو) (بالإيطالية: Langhirano)‏ هي بلدية في مقاطعة بارما في إقليم إميليا رومانيا الإيطالي.

## السكان
في سنة 1861 بلغ عدد السكان 5٬502 نسمة، وتطور العدد ليصل في سنة 2011 لـ 9٬784 نسمة.
يظهر هذا المخطط البياني تطور النمو السكاني لـ لَنغِرانة 

## توأمة
للنغرانة اتفاقيات توأمة مع:
- تاوستي